# Petka Balkanska
Sveta Petka Balkanska (znana tudi kot: Petka Trnovska, Petka Bolgarska, Petka Srbska, Petka Beograjska, Paraskeva, Veneranda ali samo Sveta Petka, starogrško Ὁσία Παρασκευὴ ἡ Ἐπιβατινή, grško Οσία Παρασκευή η Επιβατινή ή Νέα, srbsko Света Петка / Sveta Petka ali Петка Параскева / Petka Paraskeva, Paraskeva Pyatnitsa, Petka Trnovska) je bila krščanska svetnica, puščavnica in spokornica, ki je živela v 11. stoletju. *1010 Epivat (Epivates, danes Selimpaşa blizu Carigrada, Bizantinsko cesarstvo), †Epivat 14. oktobra 1080.

## Življenjepis

### Rojstni kraj incerkev
Petka se je rodila v Epivatu (danes Selimpaşa) – dvomilojonskem mestu 50 km zahodno od Konstantinopla oz. Carigrada na severni obali Marmornega morja, in sicer v bizantinski družini v Bizantinskem cesarstvu
. Njeni starši so bili bogati veleposestniki. Poleg nje so imeli še sina Jevtemija, ki se je že za življenja staršev zamenišil ter postal maditski škof (989 – 996). <
Njej posvečeno cerkev so zgradili v Epivatu na mestu, kjer je stala njena rojstna hiša, o čemer obstaja najstarejše poročilo iz 1200, katero je napisal ruski popotnik – novgorodski nadškof Anton.    
Avgusta 1817 je cerkev popolnoma uničil velik požar, a 1820 so jo ponovno zgradili. 1885 je občina staro cerkev porušila in zgradila veliko večjo na istem mestu 1891 kot največja cerkev v Vzhodni Trakiji: 16 m visoka, 26 m dolga in 30 m široka in od daleč vidna. Spomladi 1979 so jo muslimanski nestrpneži podrli in tam napravili park.

### Spokorniško življenje
Legenda pravi, da je Paraskeva kot otrok slišala v cerkvi Gospodove besede: "Kdor hoče priti k meni, naj se odpove samemu sebi, vzame svoj križ na rame in hodi za menoj." (Mr 8, 34). Te beside so jo spodbudile, da je razdelila svoja bogata oblačila revežem in pobegnila v Konstantinopel oz. Carigrad. Njeni starši, ki so nasprotovali njeni odločitvi za redovniško življenje, so jo iskali – a ona je pobegnila v Kalcedon; pozneje je živela pri cerkvi Presvete Bogorodice v Heraclea Pontica. Po drugih virih je že kot mlada želela služiti Bogu, vendar je zapustila očetovo hišo šele po smrti staršev in se po več vmesnih postajah končno naselila v Jordanski puščavi. 
Živela je strogo življenje in doživela videnja Blažene Device Marije. Romala je v Jeruzalem, da bi tam živela vse do smrti. Naselila se je v puščavskem kloštru ob reki Jordanu. 

## Smrt in češčenje

### Smrt
Po mnogoletnem spokornem življenju se ji je prikazal angel in ji naročil, naj se vrne v domovino, da bo tam širila evangelij in tam izročila svoje telo materi zemlji. Šla je nazaj v Carigrad, nato pa je živela v vasi Kallikrateia, pri cerkvi Svetih apostolov še dve leti v neprestanem postu in molitvi. Umrla je v rodnem Epivatu in se preselila v rajska naselja. 

### Cerkve in izviri

#### StolnicavSkopju
Po razkolu so se katoličani na ozemljih pod vplivom Carigrada našli v nezavidljivem položaju. Kako v težavnih razmerah so živeli že prej, kaže krvavi Pokol Latinov 1182 v Carigradu, ko je pobesnela drhal pomorila okrog 50.000 (morda tudi več) katoličanov, ki so največ kot trgovci že dolgo bivali v tem kraju. Vzhodni grški razkol pa je Slovane odcepil od središča katoliške Cerkve, Rima. Katoličani so postali brezpravni. Ohranile pa so svojo cerkveno samostojnost posebno rudarske naselbine na Kosovu: Trepča (1303), Novo brdo, Janjevo (1308), Letnica.   , kakor tudi v Makedoniji Kratovo, Zletovo in Skopje.
Katoliška naselbina – torej tudi nadškofija – se je v Skopju ohranila kljub proslulemu protikatoliškemu Dušanovemu zakoniku, ki je katoličane stavil zunaj zakona; katoliške naselbine v teh rudarskih središčih so se ohranile tudi v času Nemaničev in na začetku turške vladavine, ker so oboji zaradi lastne koristi spoštovali sorazmerno neodvisnost dubrovniških rudarskih in trgovskih naselbin. 
Kjer je preganjanje dolgo trajalo, je tam krščanstvo izginilo, ali se je ohranjalo na skrivaj, doma. Taki so bili kosovski ljaramani: v javnosti so se kazali kot muslimani ali pravoslavci, a doma kot katoličani. 
Pritisk na katoliške vernike je trajal na osvojenih ozemljih skozi stoletja in se je občasno še stopnjeval; katoliške škofe je pregnal iz njihovih središč na obrobje, prebivalstvo pa je bilo podvrženo nasilnemu spreobračanju. Ko so tako Turki 1671 skopsko katoliško stolnico Svete Petke (oziroma Venerande)spremenili v mošejo, so se skopski nadškofje morali umakniti iz središča v odročno Janjevo ter je tamkajšnja velika cerkev sv. Miklavža rabila kot stolna cerkev. V Janjevem in drugih rudarskih središčih so imeli katoličani več možnosti za javno izpovedovanje vere; tamkajšnji duhovniki so na skrivaj duhovno oskrbovali tudi skrite katoličane. Od tam se je širilo tudi češčenje te krščanske svetnice po okoliških deželah.

#### Cerkev Svete Venerande vBaru
Enoladijska katoliška cerkev svete Venerande je bila prvobitno pokrita z leseno streho; izjemoma je obrnjena skoraj povsem proti severu. Bržkone je pripadala dominikancem, ki so v Bar prišli sredi 13. stoletja. Na južni strani je bila lesena prižnica. V osmanskem obdobju so jo vmesno pregradili za stanovanje. V podu cerkve sta vgrajeni dve globoki žitnici; na zidovih je ohranjenih 7 medaljonov od posvetitve cerkve v obliki rdečih križev na okrskem ozadju.

#### Kalemegdan
V  Srbiji so številni zdravilni vrelci poimenovani po Sveti Petki . Eden od njih je v Beogradu, na Kalemegdanu; nad njim je cerkev Svete Petke, ki je posvečena tej svetnici, saj so tam počivale dolgo časa njene relikvije. Verniki verjamejo, da se v Kalemegdanski trdnjavi nahaja čudodelna voda, ki zdravi tiste, ki jo uporabljajo z vero v Boga in ljubeznijo do Paraskeve; zlasti velja to za zdravljenje očesnih bolezni. Tukaj kot dragoceno svetinjo hranijo svetničin mezinec.

#### Železnik
V predmestnem beograjskem naselju Železniku, v lepem gozdiču, se nahaja še en izvir Svete Petke, ki je po pripovedovanju čudodelen; pravijo, da so prav na tem viru slepi spregledali, nepokretni shodili a nerodkinje dobile otroke. 
Nekoč je tod vodila pot od Ostružnice do Beograda. Bogat in uglede ostružniški trgovec je vodil svojo od rojstva slepo hčer k zdravniku v prestolnico. Ob tem izviru sta se ustavila, odpočila, umila in popila malo hladne izvirske vode; ponoči se je trgovcu v sanjah prikazala Sveta Petka. Ko se je naslednje jutro deklica zbudila, je med jokom povedala, da vidi. V znamenje hvaležnosti je trgovec izvirek uredil ter postavil marmornato kapelico Svete Petke. 
Po ljudskem izročilu so nastali čudodelni izviri ob priliki prenašanja njenih relikvij iz Carigada prek Srbije in do Romunije. Kjerkoli se je zaradi prenočevanja povorka ustavila, je nastal zdravilni izvir. 